# Dani Carvajal
Artikeln följer den spanska namnseden; faderns efternamn är Carvajal och moderns efternamn Ramos.
Daniel Carvajal Ramos, mer känd som Dani Carvajal, född 11 januari 1992 i Leganés, är en spansk fotbollsspelare som spelar för Real Madrid. Han spelar främst som högerback. Sedan säsongen 2013/2014 är han ordinarie högerback för Real Madrid.

## Meriter

### Real Madrid
- La Liga: 2016/2017, 2019/2020, 2021/2022, 2023/2024
- UEFA Champions League: 2013/2014, 2015/2016, 2016/2017, 2017/2018, 2021/2022, 2023/2024
- Spanska cupen: 2013/2014, 2022/2023
- Spanska supercupen: 2017, 2019, 2021, 2023-24
- UEFA Super Cup: 2014, 2016, 2017, 2022, 2024
- Interkontinentala cupen: 2014, 2016, 2017, 2018, 2022, 2024

### Spanien
- EM-Guld 2024